# Bajna-Epöli-vízfolyás
A Bajna-Epöli-vízfolyás a Zsámbéki-medence peremén, a Nyakas-hegy nyugati lejtőin ered, Pest vármegyében, mintegy 230 méteres tengerszint feletti magasságban. A patak forrásától kezdve előbb északi, majd északkeleti-keleti irányban halad, majd Sárisápnál eléri az Únyi-patakot.
A patakba torkollik Epölnél a Vörös-hegyi-patak, majd a Nagysápi-árok vizeit fogadja magába.
A két vármegye határánál, Anyácsapuszta és Somodorpuszta között duzzasztott tavat hoztak létre a patakon, a kisebb részben Tök, nagyobb részben Zsámbék területén elterülő, a gát vonalában Somodorpuszta területével is érintkező. mintegy két hektáros vízfelületű Anyácsai-tó kedvelt horgászhely.

## Part menti települések
- Zsámbék
- Tök (Anyácsapuszta)
- Somodorpuszta
- Szomor
- Bajna
- Epöl
- Sárisáp

## Képgaléria

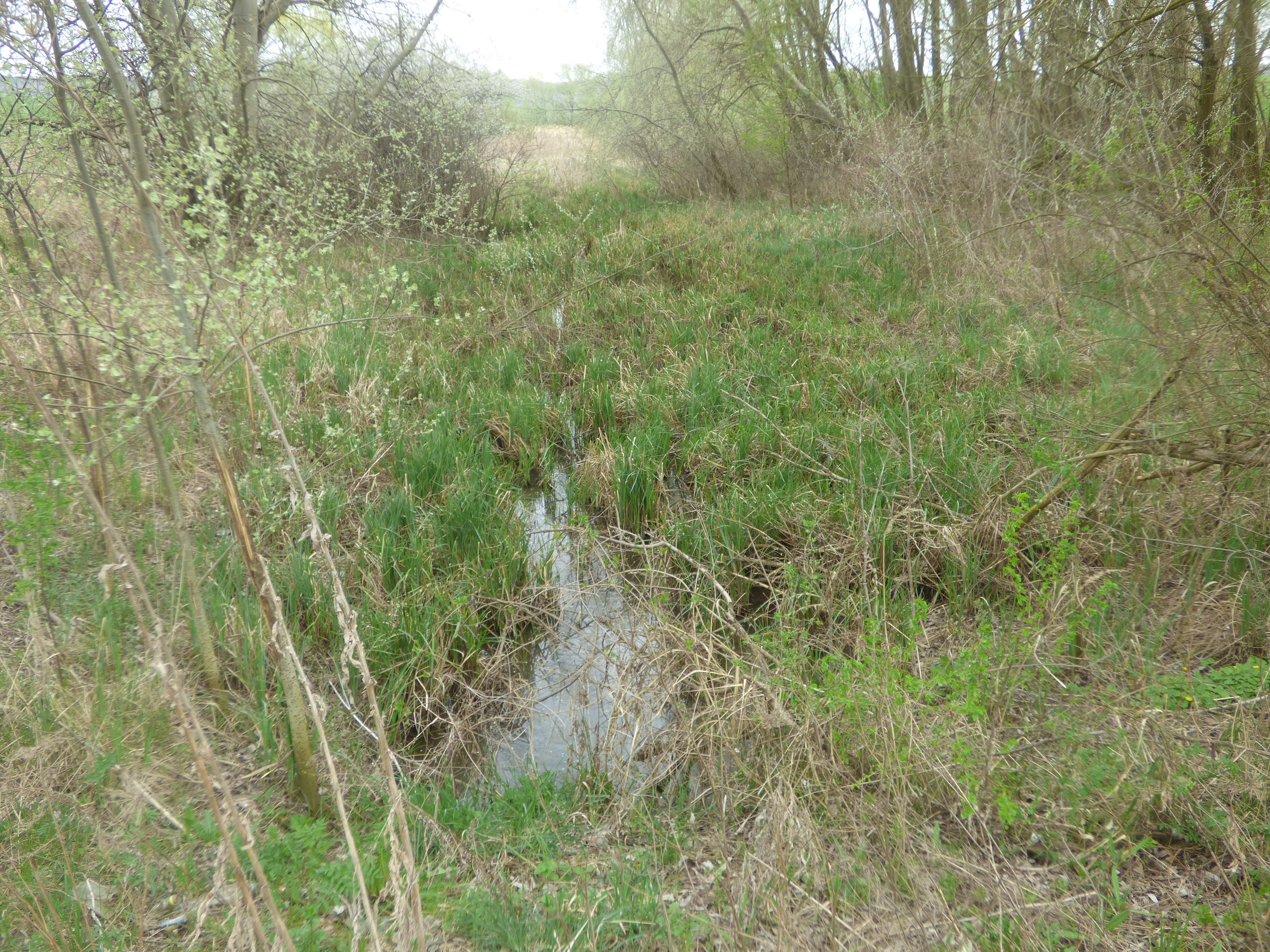
Zsombékos-lápos terület a vízfolyás mentén, Somodorpuszta délkeleti határában
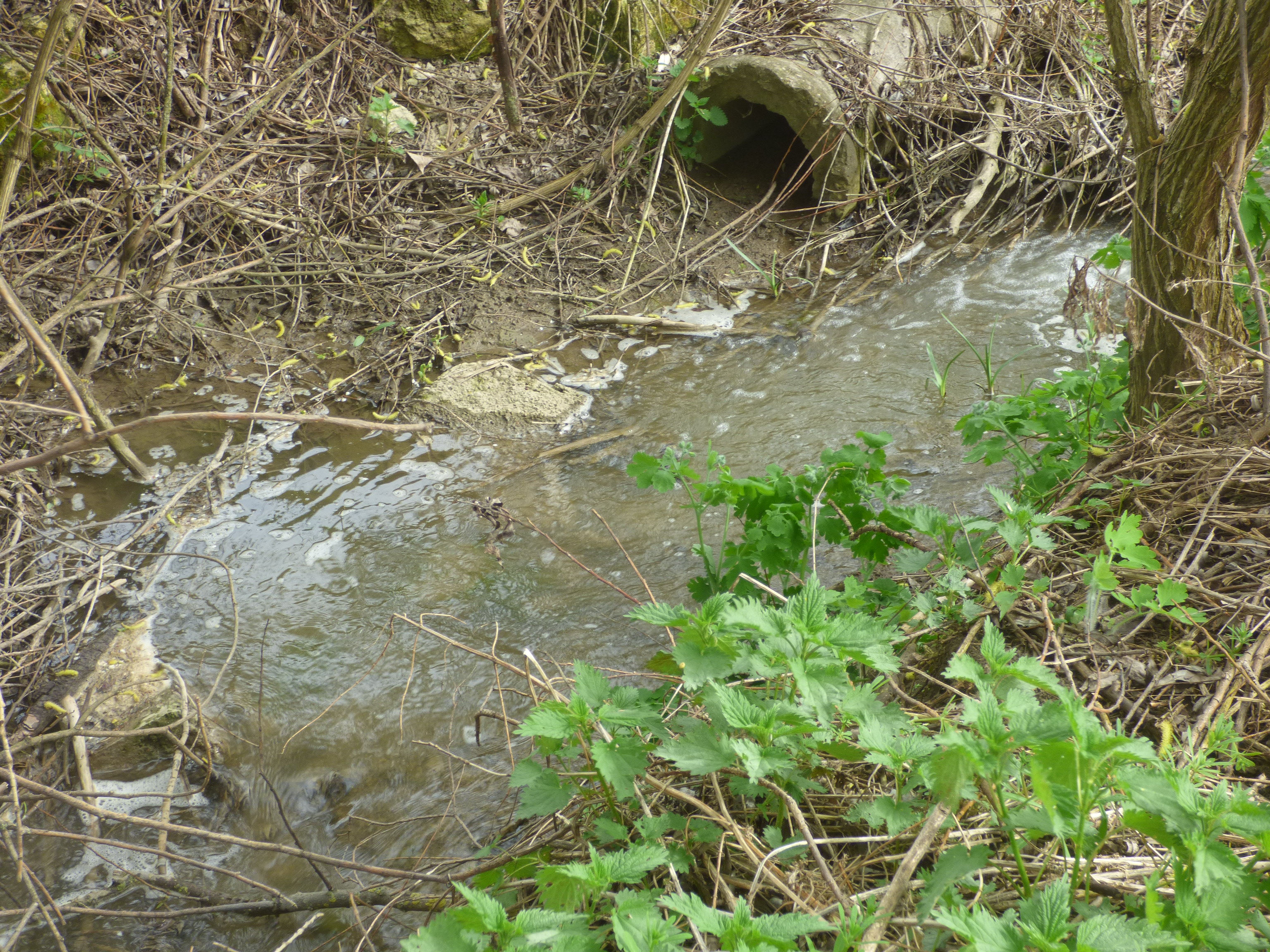
A patak az Anyácsai-tó kifolyása után